# Пастеур (станция метро)
«Пастеур» (исп. Pasteur) —  станция Линии B метрополитена Буэнос-Айреса. Станция расположена между станциями «Кальяо» и «Пуэйрредон». Станция расположена под улицей Авенида Корриентес на её пересечении с улицей Пастера в районе Бальванера. Станция была открыта 17 октября 1930 года на первом участке линии B, открытом между станциями Федерико Лакросе и Кальяо. Станция получила имя в честь Луи Пастера  - фр. Louis Pasteur; 27 декабря 1822, Доль, департамент Юра — 28 сентября 1895, Вильнёв-л’Этан близ Парижа) — французского микробиолога и химика, члена Французской академии (1881).

## Декорации
В 2015 году на станции появились памятные таблички, посвященные теракту в Буэнос-Айресе в 1994 году (который произошёл неподалеку от станции), были выдвинуты предложения  изменить название станции, на Пастеур - АМИА .

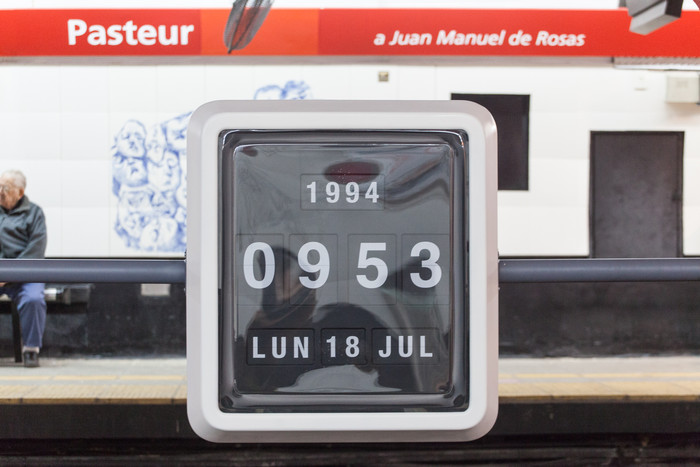
Памятная табличка в честь теракта в 1994 году.

## Достопримечательности
Они находятся в непосредственной близости от станции:
- Школа имени президента Мануэль Кинтана
  - Детский сад
- Общая начальная школа Коммуны Nº 14 Cornelio Saavedra
- Общество Иврит Аргентина
  - Общественная библиотека Alberto Gerchunoff
- Культурный центр Ricardo Rojas

## Галерея

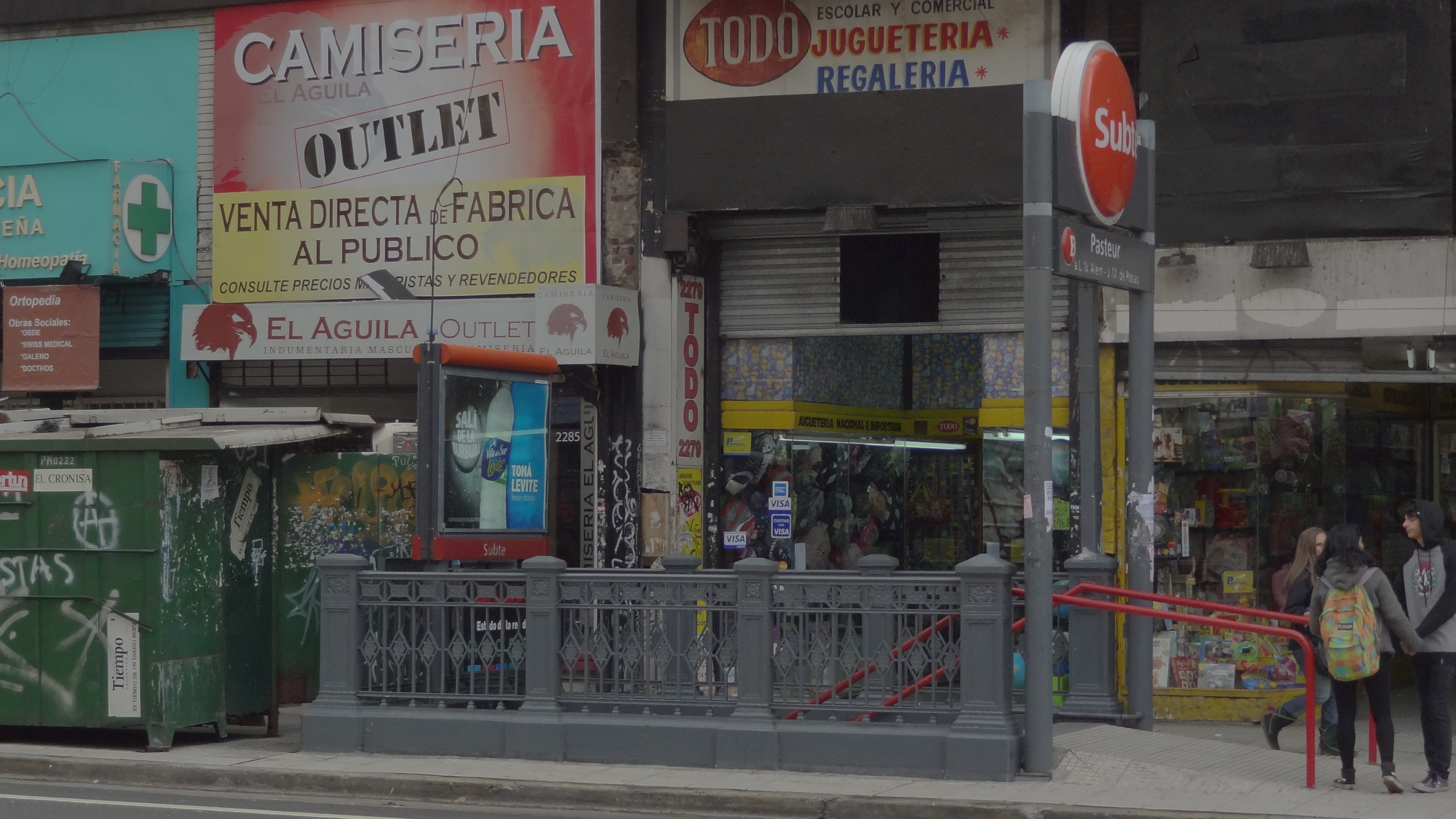
Вход с улицы.
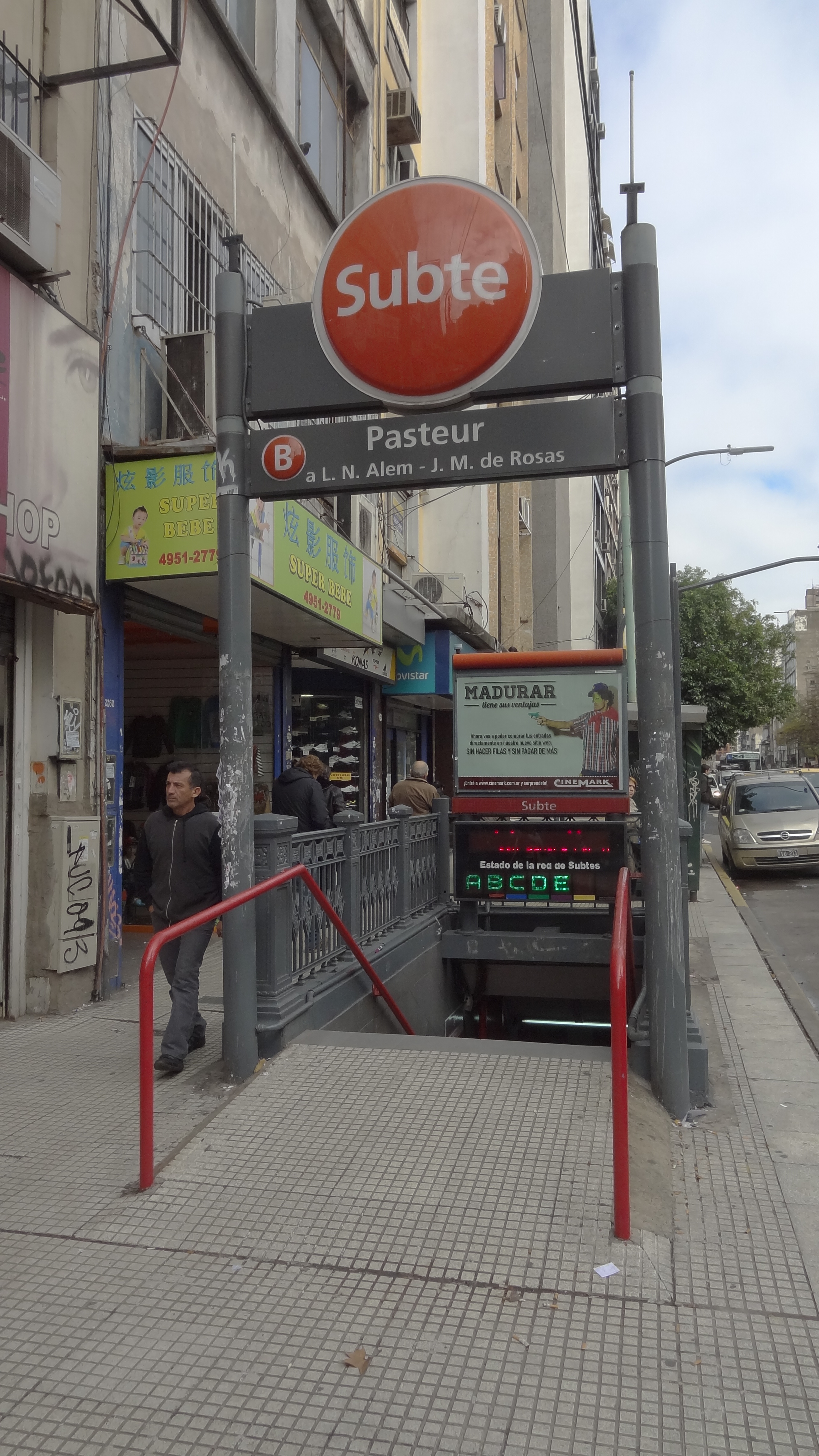
Вход с улицы.
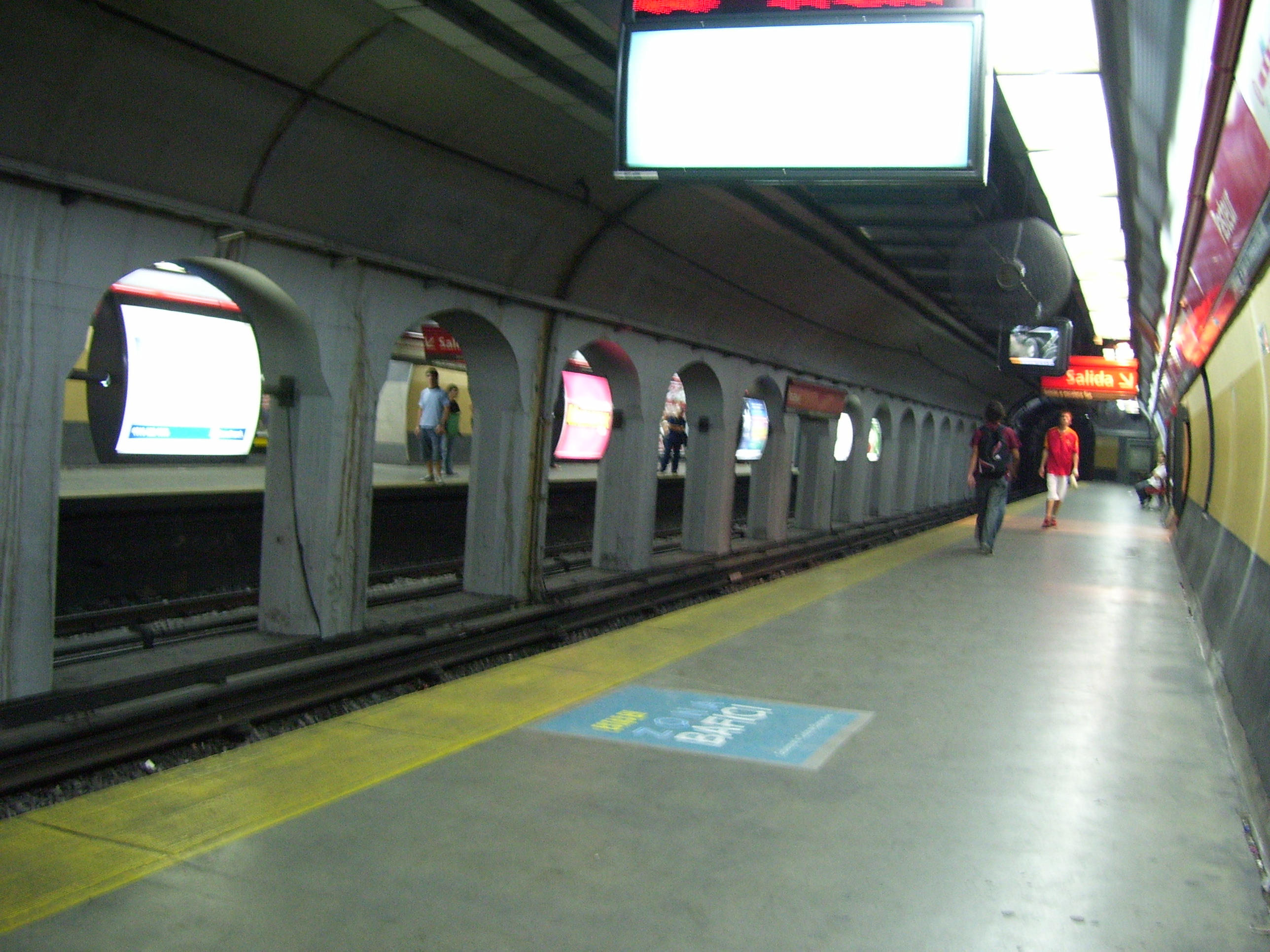
Интерьер станции.